# Sin’yang
Sin’yang (kor. 신양군, Sin’yang-gun) – powiat w Korei Północnej, w prowincji P’yŏngan Południowy. W 2008 roku liczył 59 115 mieszkańców. Graniczy z powiatem Yodŏk i regionem Sudong (obie jednostki administracyjne w prowincji Hamgyŏng Południowy) od wschodu, Yangdŏk i Hoech’ang od południa, Sŏngch’ŏn od zachodu, Pukch’ang od północnego zachodu i Maengsan od północy. Przez powiat przebiega najdłuższa w kraju 819-kilometrowa linia P’yŏngna, łącząca stolicę Korei Północnej, Pjongjang, ze znajdującą się w północno-wschodniej części kraju specjalną strefą ekonomiczną Rasŏn.

## Historia
Przed wyzwoleniem Korei spod okupacji japońskiej tereny należące do powiatu wchodziły w skład powiatu Sŏngch’ŏn i Yangdŏk (konkretnie w skład miejscowości Taegu i Sagye w powiecie Sŏngch’ŏn oraz Hwach'on i Ogang w powiecie Yangdŏk). W obecnej formie powstał w wyniku gruntownej reformy podziału administracyjnego w grudniu 1952 roku. W jego skład weszły wówczas tereny należące wcześniej do miejscowości Ssangnyong, Hwach'on, Ogang (wszystkie miejscowości znajdowały się poprzednio w powiecie Yangdŏk) oraz Taegu (powiat Sŏngch’ŏn). W październiku 1967 roku powiat powiększył się o wieś Tŏkhŭng, przyłączoną z powiatu Sŏngch’ŏn, a także o wsie P’yŏngwŏn i Songdong, wcześniej znajdujące się w granicach administracyjnych powiatu Yangdŏk.

## Podział administracyjny powiatu
W skład powiatu wchodzą następujące jednostki administracyjne:
| Nazwa jednostki administracyjnej | Rodzaj jednostki administracyjnej | Hangul       | Hancha       |
| -------------------------------- | --------------------------------- | ------------ | ------------ |
| Sin’yang-ŭp                      | miasteczko                        | 신양읍       | 新陽邑       |
| Inp'yŏng-rodongjagu              | dzielnica robotnicza              | 인평로동자구 | 仁坪勞動者區 |
| Chidong-ri                       | wieś                              | 지동리       | 支洞里       |
| Changsan-ri                      | wieś                              | 장산리       | 長山里       |
| Songjŏn-ri                       | wieś                              | 송전리       | 松田里       |
| Kwanghŭng-ri                     | wieś                              | 광흥리       | 廣興里       |
| Ssangnyong-ri                    | wieś                              | 쌍룡리       | 雙龍里       |
| Paeksŏk-ri                       | wieś                              | 백석리       | 白石里       |
| Sagae-ri                         | wieś                              | 사개리       | 寺介里       |
| Ch’anggye-ri                     | wieś                              | 창계리       | 昌溪里       |
| Munmyŏng-ri                      | wieś                              | 문명리       | 文明里       |
| Changsŏng-ri                     | wieś                              | 장성리       | 長星里       |
| Unbong-ri                        | wieś                              | 운봉리       | 雲峰里       |
| Ryong'un-ri                      | wieś                              | 룡운리       | 龍雲里       |
| Ryong’yŏn-ri                     | wieś                              | 룡연리       | 龍淵里       |
| Kwansŏng-ri                      | wieś                              | 관성리       | 冠城里       |
| Tŏkhŭng-ri                       | wieś                              | 덕흥리       | 德興里       |
| Songdong-ri                      | wieś                              | 송동리       | 松洞里       |